# セタップ! 仮面ライダーX
「セタップ!仮面ライダーX」（セタップ かめんライダーエックス）は、水木一郎のシングル。1974年3月10日に日本コロムビアから発売された。オリジナル盤の型番はSCS-224。
1978年12月にオリジナル盤と同内容（ジャケットデザインは異なる）で再発された。再発盤の型番はSCS-455。

## 概要
表題曲「セタップ! 仮面ライダーX」は、テレビドラマ（特撮番組）『仮面ライダーX』のオープニングテーマとして使用された。カップリングには、同じく水木が歌う同作エンディングテーマ「おれはXカイゾーグ」と同作挿入歌「白い弾丸クルーザー」が収録されている。
仮面ライダーシリーズのオープニングテーマで、初めて水木が採用された楽曲である。また、水木の写真が初めてジャケットに使用されたレコードでもある。
水木はオープニング起用にあたり、「レッツゴー!! ライダーキック」を歌った子門真人を意識し、子門を超えることや子門との歌い方の差別化などを考えたという。

## 収録曲
（全作曲・編曲：菊池俊輔）
A面
1. セタップ! 仮面ライダーX
歌：水木一郎
作詞：石森章太郎
  - 特撮番組『仮面ライダーX』オープニングテーマ。
2. 白い弾丸クルーザー
歌：水木一郎、コロムビアゆりかご会
作詞：石森章太郎
  - 特撮番組『仮面ライダーX』挿入歌。

B面
1. おれはXカイゾーグ
歌：水木一郎
作詞：八手三郎
  - 特撮番組『仮面ライダーX』エンディングテーマ。

## カバー
「テレビマンガ全員集合!」（SKM(H)-2191、1974年）などに収録。
池田鴻 - キングレコードによる「セタップ! 仮面ライダーX」を収録。
「アニメタル・マラソンII 特撮編」（SRCL-4200～SRCL-4201、1998年2月21日）に収録。
アニメタル - ソニーレコード（ソニー・ミュージックレコーズ）による「セタップ! 仮面ライダーX」のカバーを収録。
「百歌声爛-男性声優編-」（SVWC-7491、2007年9月19日）に収録。
石川英郎 - アニプレックス（ソニー・ミュージックエンタテインメント）による「セタップ! 仮面ライダーX」のカバーを収録。